# 新利默里克 (緬因州)
新利默里克（英語：New Limerick）是一個位於美國緬因州阿魯斯圖克縣的市鎮。

## 人口
根據2020年美國人口普查的數據，新利默里克的面積為50.58平方千米，當中陸地面積為47.76平方千米，而水域面積為2.82平方千米。當地共有人口574人，而人口密度為每平方千米11人。